# La Palmita de San Gabriel
La Palmita de San Gabriel es una localidad del estado mexicano de Guanajuato. Es parte del municipio de Celaya.

## Toponimia
El nombre «San Gabriel» hace referencia al santo patrono de la localidad: Gabriel Arcángel.

## Demografía
| Gráfica de evolución demográfica |
|                                  |

| Censo | Población |
| ----- | --------- |
| 1960  | 7         |
| 1970  | 332       |
| 1980  | 231       |
| 1990  | 670       |
| 2000  | 880       |
| 2010  | 1 167     |
| 2020  | 1 193     |